# Росси, Марио
Марио Росси (итал. Mario Rossi; 29 марта 1902, Рим — 29 июня 1992, там же) — выдающийся итальянский дирижёр.

## Биография
Марио Росси учился в Риме у Отторино Респиги (композиция) и Джакомо Сетаччоли (дирижирование). По завершении образования в 1925 г. занял место ассистента Бернардино Молинари, возглавлявшего Оркестр Августео. В 1937—1946 гг. постоянный дирижёр фестиваля «Флорентийский музыкальный май», в 1938 г. дирижировал премьерой оперы Джан Франческо Малипьеро «Антоний и Клеопатра». В 1946—1969 гг. главный дирижёр Симфонического оркестра Итальянского радио в Турине, гастролировал с ним в Брюсселе (1950), Вене (1951) и Зальцбурге (1952).
Среди лучших записей опер, оставленных дирижером, — «Тайный брак»Доменико Чимарозы , «Севильский цирюльник» Россини, «Дон Паскуале» Гаэтано Доницетти, «Бал-маскарад», «Дон Карлос» Верди.